# Književnost u 1821.
◄◄ | ◄ | 1818. | 1819. | 1820. | 1821.  | 1822. | 1823. | 1824. | ► | ►►
Arhitektura • Astronomija • Biologija • Glazba • Kazalište • Kemija • Kiparstvo • Knjige • Književnost • Kršćanstvo • Meteorologija • Medicina • Politika • Pravo • Promet • Slikarstvo • Šport • Znanost
Književnost u 1821.

## Svijet

### Rođenja
- 11. studenog – Fjodor Mihajlovič Dostojevski, ruski književnik († 1881.)
- 9. prosinca – Charles Baudelaire, francuski pjesnik i kritičar († 1867.)
- 12. prosinca – Gustave Flaubert, francuski prozaist († 1880.)

## Vanjske poveznice
|  | Zajednički poslužitelj ima još gradiva o temi Književnost u 1821. |